# In Lacrimaes et Dolor
In Lacrimaes et Dolor (korsisch In Tränen und Schmerzen) ist eine 2009 gegründete Funeral-Doom-Band.

## Geschichte
Die anfänglich als Black-Metal-Projekt intendierte Band In Lacrimaes et Dolor wurde 2009 von Dany Noctis in Macerata als Soloprojekt gegründet. Nach einigen erfolglosen Versuchen eine stabile Bandkonstellation aufzubauen traten der Bassist Mauro „Ulag“ Mancinelli, der Sänger Francesco Torresi, der Schlagzeuger „Ruglud“ sowie der Gitarrist Francesco Castricini der Band bei. Gemeinsam beschloss die Gruppe den Stil zum Funeral Doom hin zu variieren.
Ihr im DPF Studio eingespieltes Debüt Beyond the Grave veröffentlichte die Band 2013 via GS Productions. Es folgten 2014 die ebenfalls via GS Productions herausgegebene Split-Veröffentlichungen In Memorian mit Until My Funerals Began und Abysmal Growls of Despair sowie 2015 Of Poison and Grief (Four Litanies for the Deceased)  mit Aphonic Threnody, Y’ha-Nthlei und The Blessed Hellbrigades und 2020 Ad Cenerem mit Until My Funerals Began und Sepultus Est.

## Stil
Die von In Lacrimaes et Dolor gespielte Musik wird dem Funeral Doom zugerechnet. Zum Vergleich werden Interpreten wie Esoteric und My Dying Bride zur Zeit der Symphonaire Infernus Et Spera Empyreum bemüht. Eine erstickende Dichte der Musik, die über den Einsatz des Keyboards eine traurig bis melancholische Atmosphäre generiert, wird der Gruppe attestiert.

## Diskografie
- 2013: Beyond the Grave (Album, GS Productions)
- 2014: In Memorian (Split-Album mit Until My Funerals Began und Abysmal Growls of Despair, GS Productions)
- 2015: Of Poison and Grief (Four Litanies for the Deceased) (Split-Album mit Aphonic Threnody, Y’ha-Nthlei und The Blessed Hellbrigades, GS Productions)
- 2020: Ad Cenerem (Split-Album mit Until My Funerals Began und Sepultus Est, GS Productions)